# Bečovská vrchovina
Bečovská vrchovina je geomorfologický podcelek ve Slavkovském lese zaujímající jeho jihovýchodní část v povodí řeky Teplé. Rozloha podcelku je 188,68 km², střední výška měří 666 metrů a střední sklon je 6° 7'. Nejvyšším bodem je vrch Hůrka s nadmořskou výškou 817 metrů.
Kerná vrchovina podcelku je ukloněná k jihovýchodu. V geologickém podloží se vyskytují amfibolity, granitoidy a pozůstatky neovulkanitů a terciérních sedimentů. Povrch tvoří zbytky holoroviny rozčleněné údolími uspořádanými do pérovité říční sítě.

## Nejvyšší body
- Hůrka – 817,0 m n. m.
- Mirotický vrch – 788,2 m n. m.